# Kostel svatého Michaela archanděla (Mělnické Vtelno)
Římskokatolický filiální kostel svatého Michaela archanděla v Mělnickém Vtelnu je barokní sakrální stavba stojící ve východní části návse v centru obce. Nachází se uprostřed církevního areálu dohromady s márnicí a ohradní zdí se schodištěm. Spolu s evangelickým kostelem ve východní části obce je dominantou Mělnického Vtelna. Od roku 1966 je kostel chráněn jako kulturní památka.

## Historie
Původní dřevěný kostel je doložen již v roce 1260. Ve 14. století byl kostelem farním. V roce 1760 začal být budován nový zděný barokní kostel. Podle nedoložených zpráv byl novým kostelem obestavěn starý dřevěný kostel, ve kterém i během stavby se konaly bohoslužby. Teprve až po dostavění nového kostela byl dřevěný kostel vybourán. Ze starého kostela do nového byly rovněž přeneseny původní zvony. Ty byly zrekvírovány až během druhé světové války.
V druhé polovině 20. století kostel začal chátrat. Po roce 1990 však bylo přikročeno k jeho záchraně a v roce 1995 byla jeho rekonstrukce dokončena.

## Architektura
Jedná se o jednolodní obdélnou stavbu s obdélným presbytářem. Uvnitř je segmentově, vně trojboce ukončen. Po jeho severní straně se nachází obdélná sakristie. Průčelí má zkosená nároží a střední rizalit. Členěno je pilastry a prolomeno obdélným portálem a oknem s polokruhovým záklenkem se supraportou se stříškovou římsou. Průčelí je ukončeno kladím. Římsa kladí vybíhá nad středním rizalitem v trojúhelném štítě. Z nízkého atikového pásma vyrůstá hranolová věž s pilastry. Hranolová věž má polokruhově ukončená okna a mansardovou báň. Boční fasády člení lizény a obdélná okna se segmentovým záklenkem.
Presbytář je sklenut plackou a v závěru pak konchou. Loď má valenou klenbu s lunetami. Podvěží je sklenuto valenou klenbou se stýkajícími se lunetami. Sakristie je sklenuta valeně s lunetami.

## Zařízení
Hlavní oltář je barokní z 18. století. Nachází se na něm obraz Oslava Panny Marie z počátku 18. století, predella s rokokovým tabernáklem s barokní soškou Piety. Dva boční rokokové oltáře Krista a Panny Marie jsou doplněny novějšími sochami. Kazatelna je rokoková z 2. poloviny 18. století. Lavice s akantem a stuhou pocházejí ze druhého desetiletí 18. století. Pozdně gotická Madona je ze 16. století. V kostele je reliéf Poslední večeře z počátku 17. století. Pod kruchtou jsou dva rokokové obrazy světců. Cínová křtitelnice ze 16. století je doplněna barokní sochou sv. Jana Křtitele z 18. století. Do kostelní stěny jsou vsazeny dva znakové náhrobníky Mikuláše a Doroty Vtelenských z let 1612 a 1613.

## Okolí kostela
Kolem kostela je hřbitov, na kterém se nachází márnice z roku 1766. Je čtvercová se zkosenými nárožími. Sklenutá je klášterní klenbou. Vedle kostela stojí školní budova z roku 1819, kterou navštěvoval Miroslav Tyrš a v roce 1931 mu zde byla odhalena pamětní deska.